# Jan Fransz
Jan Fransz (Amsterdam, 24 mei 1937 – Alkmaar, 18 december 2021) was een Nederlands voetballer van onder meer Ajax, FC Amsterdam en Haarlem.

## Biografie
Jan Fransz begon met voetballen bij DVOS uit zijn geboorteplaats Amsterdam. Al in de jeugd vertrok hij naar Ajax waar hij in het seizoen 1957/58 zijn debuut maakt in de Eredivisie. Het seizoen daarop verovert Fransz een basisplaats en komt hij tot 29 wedstrijden voor de Amsterdammers waarin hij vijf keer doel treft. In zijn derde en laatste seizoen bij Ajax wordt er nauwelijks nog een beroep op hem gedaan. Fransz vertrekt hierop naar Holland Sport dat uitkomt in de eerste divisie. De verdediger speelt in totaal vier seizoenen in Den Haag.
In 1966 maakt Fransz de overstap naar RCH, waarmee hij in zijn eerste seizoen promoveert naar de eerste divisie. Na twee seizoenen in Heemstede vertrekt hij naar Haarlem waarmee hij in 1969 promotie naar de eredivisie afdwingt. Een jaar later is het Amsterdamse Blauw-Wit zijn volgende club. Na de fusie met DWS en De Volewijckers blijft Fransz actief voor de nieuwe fusieclub FC Amsterdam waarmee hij in het seizoen 1974-1975 zelfs uitkomt in het toernooi om de UEFA Cup. Fransz is op dat moment al 37 jaar oud. Begin 1975 keert hij terug bij Haarlem dat met de komst van de routinier (en de van SC Veendam overgekomen Johan Derksen) tevergeefs degradatie naar de eerste divisie probeert te voorkomen. Fransz plakt er op aandringen van trainer Barry Hughes nog een jaar aan vast en wordt in zijn laatste seizoen met de Haarlemmers kampioen van de eerste divisie. In 1976 zet hij op 39-jarige leeftijd definitief een punt achter zijn lange voetbalcarrière.
Na zijn actieve loopbaan was Fransz onder meer zes jaar trainer van AFC '34 en vanaf 1987 hoofd jeugdopleiding en -scouting van AZ. Ook fungeerde hij als trainer van het tweede team, assistent en in twee periodes ad interim als hoofdtrainer van AZ. Hij eindigde zijn loopbaan in de jeugdopleiding van Ajax. Fransz overleed op 84-jarige leeftijd.

## Carrièrestatistieken
| Seizoen         | Club            | Land            | Competitie       | Competitie | Competitie | Beker | Beker | Internationaal | Internationaal | Overig | Overig | Totaal | Totaal |
| Seizoen         | Club            | Land            | Competitie       | Wed.       | Dlp.       | Wed.  | Dlp.  | Wed.           | Dlp.           | Wed.   | Dlp.   | Wed.   | Dlp.   |
| --------------- | --------------- | --------------- | ---------------- | ---------- | ---------- | ----- | ----- | -------------- | -------------- | ------ | ------ | ------ | ------ |
| 1957/58         | Ajax            | Nederland       | Eredivisie       | 1          | 0          | 0     | 0     | 0              | 0              | 0      | 0      | 1      | 0      |
| 1958/59         | Ajax            | Nederland       | Eredivisie       | 29         | 5          | 3     | 0     | 0              | 0              | 0      | 0      | 32     | 5      |
| 1959/60         | Ajax            | Nederland       | Eredivisie       | –          | –          | –     | –     | 0              | 0              | 0      | 0      | –      | –      |
| 1960/61         | Ajax            | Nederland       | Eredivisie       | –          | –          | –     | 0     | 0              | 0              | 0      | 0      | –      | –      |
| 1961/62         | SHS             | Nederland       | Eerste divisie B | –          | –          | –     | 0     | 0              | 0              | –      | –      | –      | –      |
| 1962/63         | SHS             | Nederland       | Eerste divisie   | –          | –          | –     | 0     | 0              | 0              | 0      | 0      | –      | –      |
| 1963/64         | SHS             | Nederland       | Eerste divisie   | –          | –          | –     | 1     | 0              | 0              | 0      | 0      | –      | –      |
| 1964/65         | Holland Sport   | Nederland       | Eerste divisie   | –          | –          | –     | 1     | 0              | 0              | 0      | 0      | –      | –      |
| 1965/66         | RCH             | Nederland       | Tweede divisie B | –          | 10         | –     | 0     | 0              | 0              | 0      | 0      | –      | 10     |
| 1966/67         | RCH             | Nederland       | Eerste divisie   | –          | –          | –     | 0     | 0              | 0              | 0      | 0      | –      | –      |
| 1967/68         | RCH             | Nederland       | Eerste divisie   | –          | –          | –     | 1     | 0              | 0              | 0      | 0      | –      | –      |
| 1968/69         | Haarlem         | Nederland       | Eerste divisie   | –          | 2          | –     | 0     | 0              | 0              | 0      | 0      | –      | 2      |
| 1969/70         | Haarlem         | Nederland       | Eredivisie       | –          | 1          | –     | 0     | 0              | 0              | 0      | 0      | –      | 1      |
| 1970/71         | Blauw Wit       | Nederland       | Eerste divisie   | –          | –          | –     | 0     | 0              | 0              | 0      | 0      | –      | –      |
| 1971/72         | Blauw Wit       | Nederland       | Eerste divisie   | –          | –          | –     | 0     | 0              | 0              | 0      | 0      | –      | –      |
| 1972/73         | FC Amsterdam    | Nederland       | Eredivisie       | –          | –          | –     | 0     | 0              | 0              | 0      | 0      | –      | –      |
| 1973/74         | FC Amsterdam    | Nederland       | Eredivisie       | –          | –          | –     | 0     | 0              | 0              | 0      | 0      | –      | –      |
| 1974/75         | FC Amsterdam    | Nederland       | Eredivisie       | –          | –          | –     | 0     | 6              | 1              | 0      | 0      | –      | –      |
| 1975/76         | Haarlem         | Nederland       | Eerste divisie   | –          | 2          | –     | 0     | 0              | 0              | 0      | 0      | –      | 2      |
| Carrière totaal | Carrière totaal | Carrière totaal | Carrière totaal  | –          | –          | –     | 3     | 6              | 1              | –      | –      | –      | –      |

## Erelijst
Ajax
| Nationaal     |    |         |
| Landskampioen | 1x | 1959/60 |
| KNVB Beker    | 1x | 1960/61 |

 Haarlem
| Nationaal      |    |         |
| Eerste divisie | 1x | 1975/76 |